# Syndrome d'Alagille
 Mise en garde médicale
Le syndrome d’Alagille est l’association d’un défaut de développement des voies biliaires intra-hépatiques, d’une cardiopathie congénitale (de transmission autosomique dominante), d’un faciès caractéristique, d’une déformation typique des vertèbres et d’une anomalie oculaire typique.
La mortalité de ce syndrome est d’environ 10 % en raison principalement de complications cardiaques et surtout hépatiques.
D’autres organes peuvent être atteints, mais beaucoup plus rarement. Les manifestations cliniques sont très variables même dans une famille atteinte par cette pathologie.

## Cause
Il est causé par une mutation du gène JAG1 ou du gène NOTCH2.

## Description et diagnostic
Le syndrome d’Alagille a été décrit en 1975 par Daniel Alagille comme l’association de manifestations hépatiques
, qui se révèlent par une cholestase se manifestant par un ictère (jaunisse) dès les premiers jours de la vie avec décoloration des selles. Cet ictère peut s’accompagner de démangeaison importantes qui est le symptôme le plus rapporté. La biopsie hépatique permet de confirmer la diminution des canaux biliaires bien que cette caractéristique ne soit pas toujours présent à la naissance.
L’anomalie cardiaque (cardiopathie congénitale) la plus fréquente est une sténose localisée des branches de l’artère pulmonaire sans conséquence pathologique mais une sténose de la branche principale de l’artère pulmonaire ou une tétralogie de Fallot est décelée.
Du côté du faciès : le front est bombé, les yeux écartés, et le menton pointu et en avant. Les vues uniquement par radiographie avec vertèbres en aile de papillon par absence de fusion de l’arc antérieur. Aucune conséquence médicale de cette anomalie.
Anomalies oculaires particulières : recherchées par un ophtalmologue pour confirmer le diagnostic, cette anomalie est un embryotoxon.

## Prise en charge et traitement
Le traitement vise à soulager les symptômes et à ralentir la progression de la maladie. Il comprend une alimentation spéciale riche en certains types de graisses et en vitamines. Des médicaments comme la cholestyramine ou la rifampicine peuvent aider à réduire les démangeaisons. Dans les cas les plus graves, une greffe du foie ou des interventions sur le cœur ou les vaisseaux sanguins peuvent être nécessairesref

## Pronostic
Dans la plupart des cas, les perspectives sont bonnes. Cependant, des complications plus graves comme une cirrhose, des hémorragies internes, des accumulations de liquide dans l'abdomen ou des infections peuvent survenir. En général, la maladie se stabilise après quelques années. Des problèmes au foie ou au cœur peuvent aggraver la situation.ref

## Diagnostic différentiel
(février 2012).

### Cholestase néonatale
Plus d’une centaine de causes de cholestase néonatale sont connues mais il faut éliminer en premier :
- Causes infectieuses
- Galactosémie
- Atrésie biliaire
- Mucoviscidose
- Déficit en Alpha-1-Antitrypsine

### Sténose de l’artère pulmonaire
- Syndrome de Noonan
- Syndrome de Watson
- Syndrome LEOPARD
- Trisomie 21
- Syndrome de Williams

### Tétralogie de Fallot
- Microdélétion 22q11

### Anomalie oculaire
L’anomalie oculaire est présente dans 10 % de la population générale, mais d’autres syndromes comportent cette anomalie comme le syndrome de Rieger et syndrome de Bannayan-Riley-Ruvalcaba.

## Diagnostic prénatal
Le diagnostic prénatal est possible si l’anomalie génétique est identifiée. Mais le diagnostic prénatal ne peut pas prédire la gravité de l’atteinte.

## Conseil génétique
Les parents d’un enfant porteur d’une mutation de novo de la maladie ont une augmentation du risque d’avoir un autre enfant atteint par cette maladie.